# Euphrasia kemulariae
Euphrasia kemulariae är en snyltrotsväxtart som beskrevs av Juzepczuk. Euphrasia kemulariae ingår i släktet ögontröster, och familjen snyltrotsväxter. Inga underarter finns listade i Catalogue of Life.